# Arrion
Arrion (en francès Rion-des-Landes) és un municipi francès situat al departament de les Landes i a la regió de la Nova Aquitània.

## Demografia
| 1962                                       | 1968  | 1975  | 1982  | 1990  | 1999  | 2007  |
| ------------------------------------------ | ----- | ----- | ----- | ----- | ----- | ----- |
| 2.446                                      | 2.479 | 2.635 | 2.482 | 2.329 | 2.199 | 2.316 |
| Des de 1962: població sense dobles comptes |       |       |       |       |       |       |

## Administració
| Període | Identitat      | Partit |
| ------- | -------------- | ------ |
| 2001-   | Joël Goyheneix | PS     |

## Agermanaments
- Blotzheim